# Ochta
La Ochta (in russo Охта?) è un fiume della Russia europea settentrionale, affluente di destra del Kem' (tributario del mar Bianco). Scorre nei rajon Belomorskij e Kemskij della Repubblica della Carelia.

## Descrizione
Il fiume ha origine dal lago Vatulma ad un'altitudine di 123 metri. Si distingue per una struttura peculiare caratteristica di molti fiumi della Carelia. Si tratta, in sostanza, di un fiume-sistema lacustre, costituito dall'alternanza di laghi con brevi tratti fluviali che li collegano. In totale, il fiume scorre attraverso 15 laghi e attraversa un numero significativo di dorsali moreniche, formando numerose rapide. Sfocia nel Kem' a 22 km dalla foce. Il fiume ha una lunghezza di 142 km. L'area del suo bacino è di 2 170 km². Solitamente gela da novembre alla prima metà di maggio. Sulle rive dei laghi attraversati dal fiume si trovano diversi villaggi disabitati.

## Rafting
Lungo il fiume si snoda una delle aree di rafting più popolari del turismo acquatico. La lunghezza del tratto è di circa 130 km (massimo), il numero di rapide è 40, l'altezza del dislivello del fiume è di 85 metri, non ci sono ostacoli invalicabili. La complessità del fiume è classificata in una terza categoria. L'attrazione principale sono le rapide di Kiviristi (quinta categoria di difficoltà).